# Fethi Nourine
Fethi Nourine (in arabo فتحي نورين‎?; Orano, 14 giugno 1991) è un judoka algerino.

## Biografia
In carriera ha ottenuto tre ori e tre bronzi ai campionati africani.
Ha guadagnato la qualificazione ai Giochi olimpici estivi di Tokyo 2020, dove si è ritirato dal torneo dei -73 chilogrammi, allo scopo di evitare di affrontare l'israeliano Tohar Butbul ai sedicesimi di finale. Nell'occasione ha dichiarato: "Abbiamo lavorato duro per qualificarci ai Giochi, ma la causa palestinese è più grande di questo". Ai campionati mondiali di Tokyo 2019 si era ritirato dal torneo per la medesima ragione politica.
Conseguentemente, nel settembre 2021 è sospeso dalla International Judo Federation (IJF) assieme al suo allenatore Amar Benikhlef per un periodo di 10 anni, per «aver fatto propaganda politica e religiosa e aver violato la Carta Olimpica».

## Palmarès
- Campionati africani

Port Louis 2014: bronzo nei -73kg;
Tunisi 2016: bronzo nei -73kg;
Tunisi 2018: oro nei -73kg.
Città del Capo 2019: oro nei -73kg.
Antananarivo 2020: bronzo nei -73kg.
Dakar 2021: oro nei -73kg.